# Lufia II: Rise of the Sinistrals
Lufia II: Rise of the Sinistrals (エストポリス伝記II?, Estpolis Denki II), anche noto come Lufia, è un videogioco di ruolo sviluppato da Neverland per Super Nintendo Entertainment System.
Secondo titolo della serie Lufia, il gioco è stato distribuito in Giappone nel 1995 da Taito e costituisce un prequel di Lufia & the Fortress of Doom. Del videogioco esiste una conversione per cellulari realizzata nel 2004 e una sorta di remake dal titolo Lufia: Curse of the Sinistrals, pubblicato nel 2010 da Square Enix per Nintendo DS.

## Trama
Il protagonista di Lufia II è Maxim, padre del personaggio giocante di Lufia & the Fortress of Doom, spadaccino proveniente dalla città Elcid e uno dei quattro eroi impegnati nella lotta contro i Sinistrals.